# رودخانه کاریون
رودخانه کاریون (به انگلیسی: Carrión (river)) رودخانه‌ای است که در اسپانیا جریان دارد.